# فرودگاه دریاچه گال
فرودگاه دریاچه گال (به انگلیسی: Gull Lake Airport) یک فرودگاه همگانی است که یک باند فرود شن و رس دارد و طول باند آن ۶۶۳ متر است. این فرودگاه در کشور کانادا قرار دارد و در ارتفاع ۸۱۲ متری از سطح دریا واقع شده است.